# Dodo de Toul
Dodo est le vingt-deuxième évêque de Toul.
Cet évêque succède à Magnald vers la fin du VIIe siècle. Durant son épiscopat, il consacre l'église de Dommartin devant Toul. L'évêque Griboald lui succède vers le début du VIIIe siècle.